# William Trevisa
William Trevisa (* um 1645; † vor 15. Dezember 1690 in London) war ein englischer Politiker, der einmal als Abgeordneter für das House of Commons gewählt wurde.
William Trevisa wurde als zweiter, aber ältester überlebender Sohn seines gleichnamigen Vaters William Trevisa und dessen Frau Elizabeth Davy geboren. Er entstammte einer Familie der Gentry mit nur kleineren Besitzungen in Cornwall, die erstmals Mitte des 14. Jahrhunderts erwähnt wird. Sein Vater besaß das Gut Crocadon (auch Crokedon) bei St Mellion und kämpfte während des Englischen Bürgerkriegs in der königlichen Armee, wofür ihm 1650 eine Strafe von £ 153 auferlegt worden war. Nach dem Tod seines Vaters 1673 erbte Trevisa dessen Besitzungen. In den nächsten Jahren übernahm er einige lokale Ämter. Bei der Unterhauswahl im Herbst 1679 kandidierte er als Kandidat der Landpartei und konnte dabei im unweit von Crokedon gelegenen Borough Callington den Kandidaten der Hofpartei, William Coryton schlagen. Er starb jedoch bereits im folgenden Jahr, ohne dass es Nachweise über seine Tätigkeit im House of Commons gibt. Sein Testament wurde am 15. Dezember 1680 eröffnet, und am 23. Dezember wurde er in der Kirche St Dionis Backchurch in London begraben. Er hatte Mary Manaton, eine Tochter von Ambrose Manaton geheiratet, doch die Ehe war kinderlos geblieben. Nach seinem Tod wurde Crocadon an William Coryton verkauft.